# Орьебат
Орьеба́т (фр. Auriébat, окс. Auriavath) — коммуна во Франции, находится в регионе Юг — Пиренеи. Департамент — Верхние Пиренеи. Входит в состав кантона Мобургет. Округ коммуны — Тарб.
Код INSEE коммуны — 65049.

## География
Коммуна расположена приблизительно в 620 км к югу от Парижа, в 110 км западнее Тулузы, в 30 км к северу от Тарба.
По территории коммуны протекают реки Аррос и Ларте, а также проходит канал Аларик.

## Климат
Климат умеренно-океанический с солнечной тёплой погодой и обильными осадками на протяжении практически всего года.

## Население
Население коммуны на 2010 год составляло 290 человек.
| 1962 | 1968 | 1975 | 1982 | 1990 | 1999 | 2010 |
| ---- | ---- | ---- | ---- | ---- | ---- | ---- |
| 360  | 312  | 262  | 270  | 257  | 290  | 290  |

## Администрация
| Период | Период | Фамилия        | Партия | Примечания |
| ------ | ------ | -------------- | ------ | ---------- |
| 2001   | 2008   | Жан-Клод Брюне |        |            |
| 2008   | 2020   | Бернар Лаке    |        |            |

## Экономика
В 2010 году среди 185 человек трудоспособного возраста (15-64 лет) 130 были экономически активными, 55 — неактивными (показатель активности — 70,3 %, в 1999 году было 65,9 %). Из 130 активных жителей работали 120 человек (65 мужчин и 55 женщин), безработных было 10 (6 мужчин и 4 женщины). Среди 55 неактивных 16 человек были учениками или студентами, 24 — пенсионерами, 15 были неактивными по другим причинам.

## Достопримечательности
- Церковь Рождества Пресвятой Богородицы (XV век). Исторический памятник с 1914 года[4]

## Фотогалерея

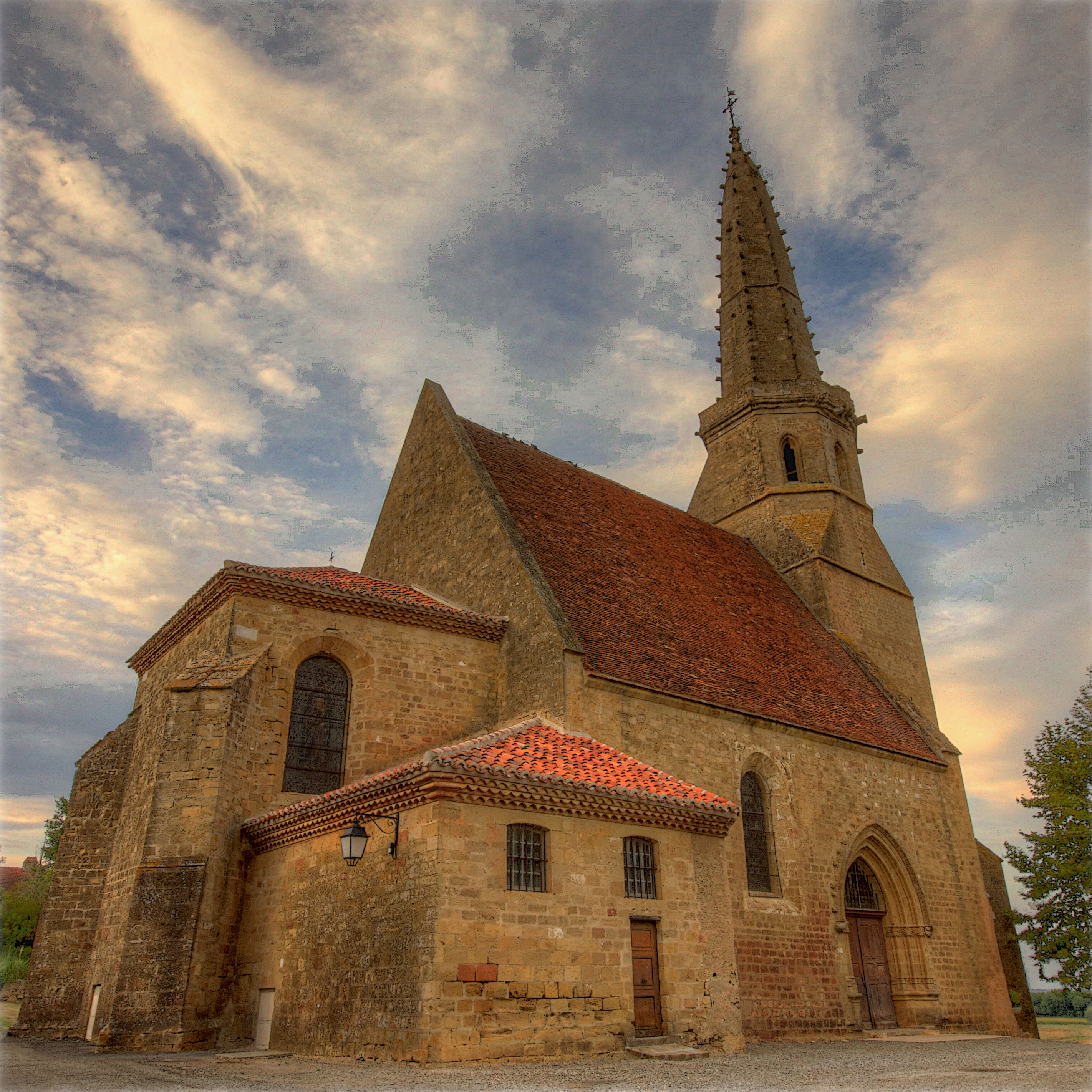
Церковь Рождества Пресвятой Богородицы
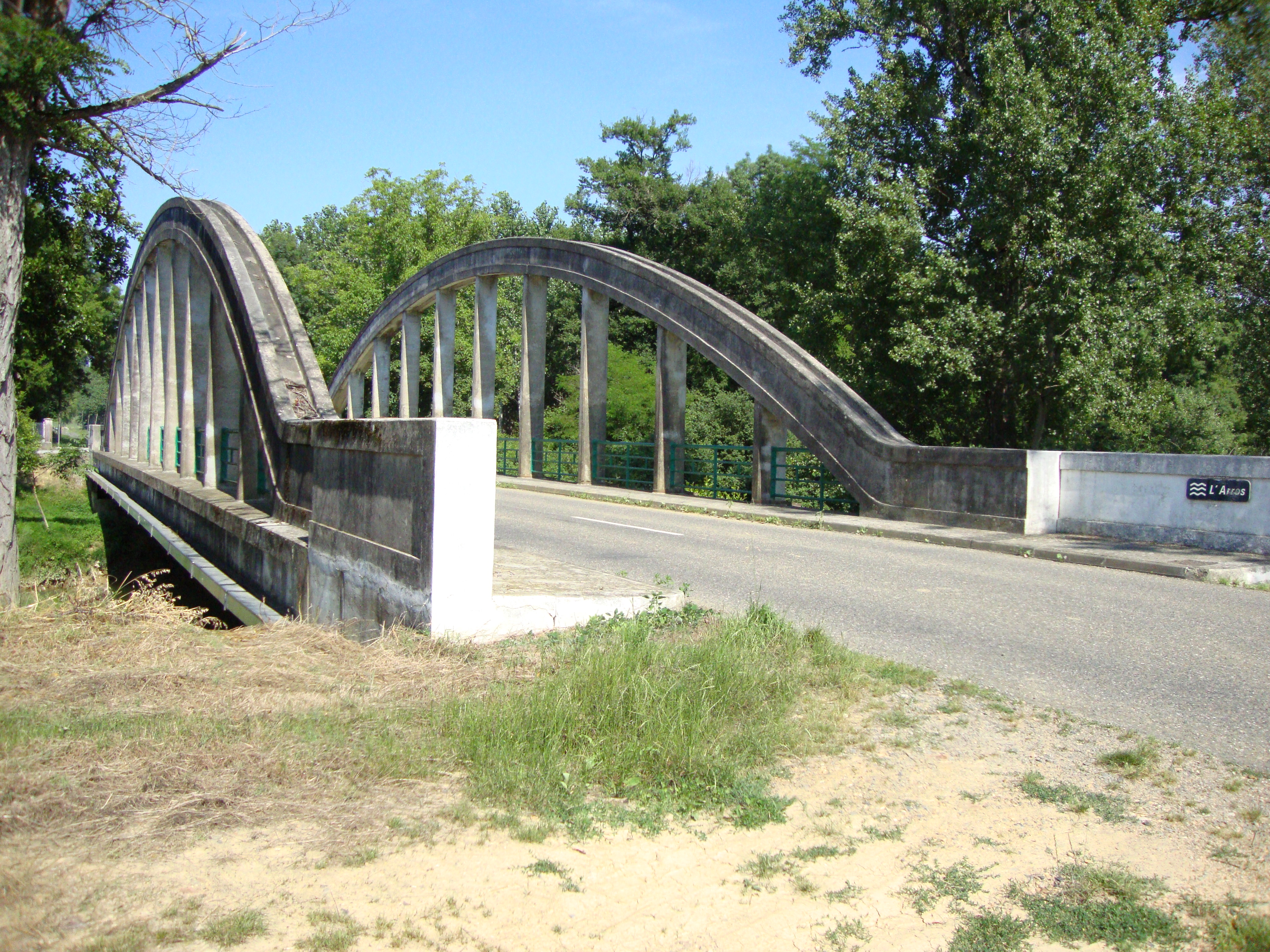
Мост через реку Аррос
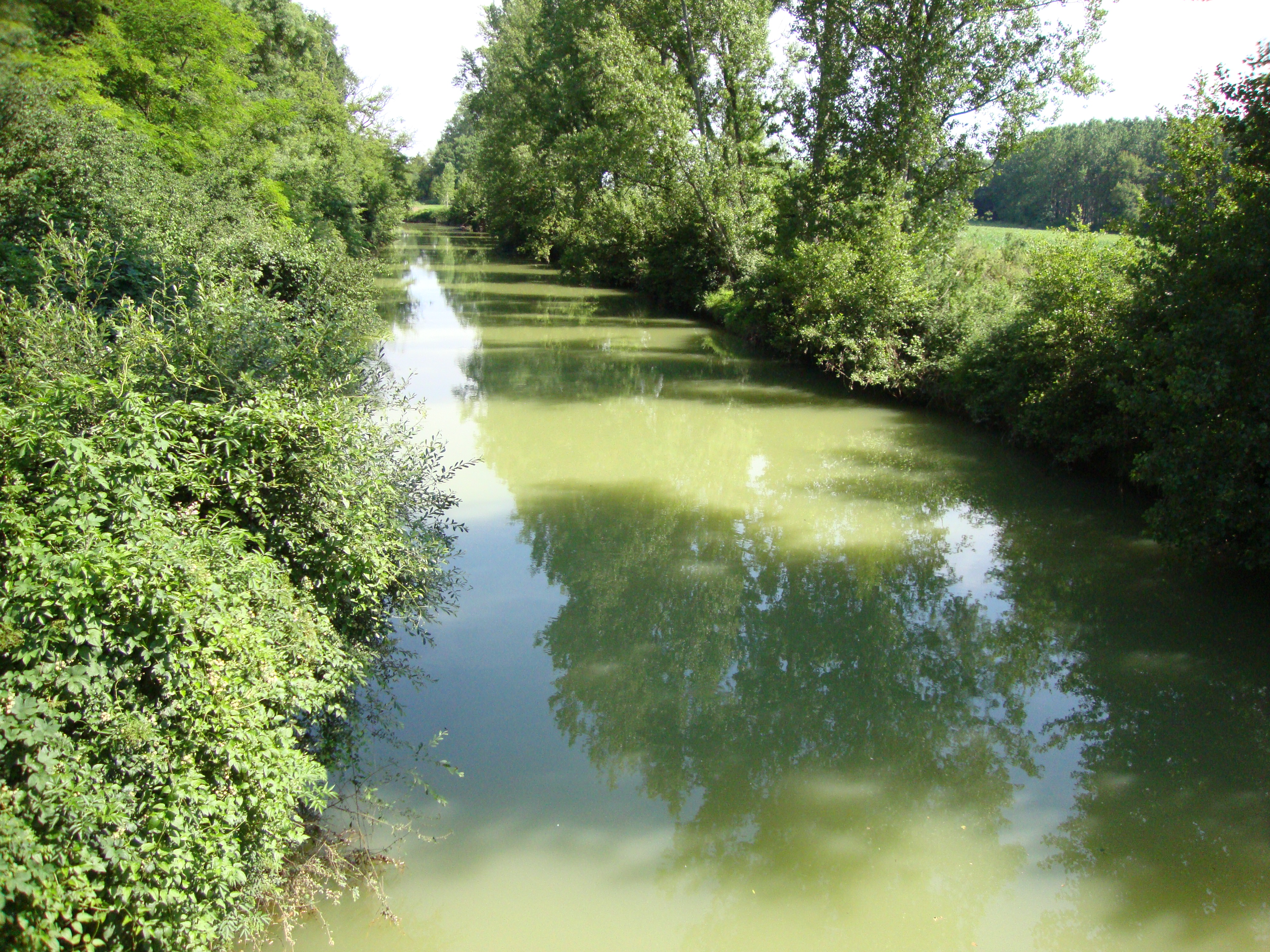
Река Аррос
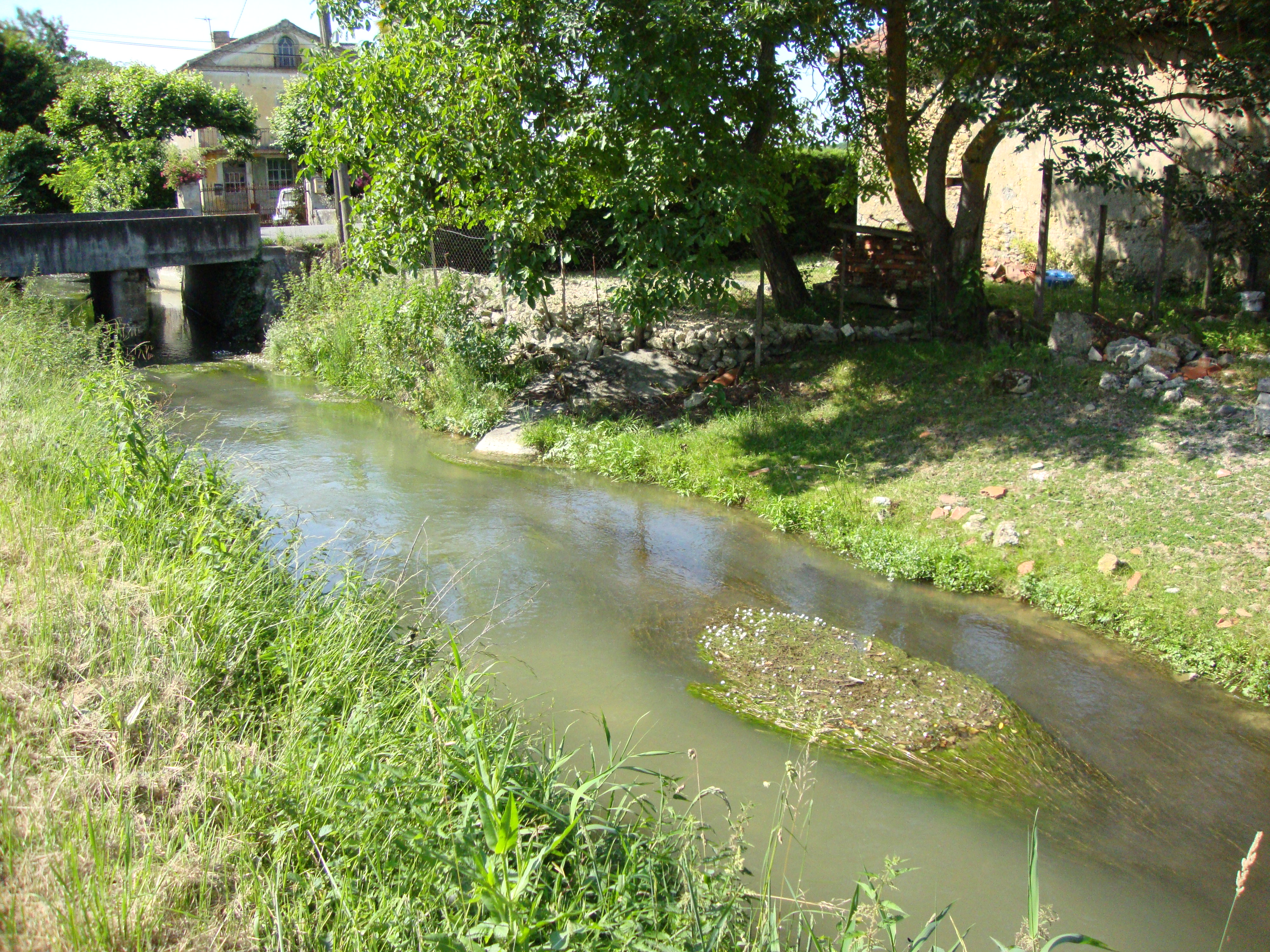
Канал Аларик
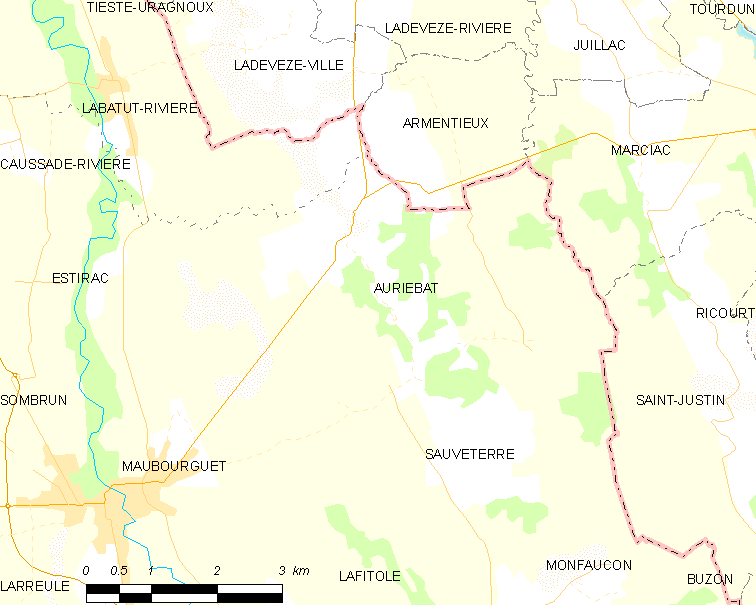
Карта коммуны